# NGC 2863
NGC 2863 este o galaxie spirală situată în constelația Hidra. A fost descoperită în 25 martie 1786 de către William Herschel.